# Dutka Ákos
Dutka Ákos, teljes nevén Dutka Ákos Sándor (Nagyvárad, 1881. szeptember 11. – Máriaremete (Budapest), 1972. december 27.) magyar költő, író, szerkesztő, újságíró.

## Élete

A Holnap szoborcsoport tagjaként Nagyváradon, Deák Árpád műve

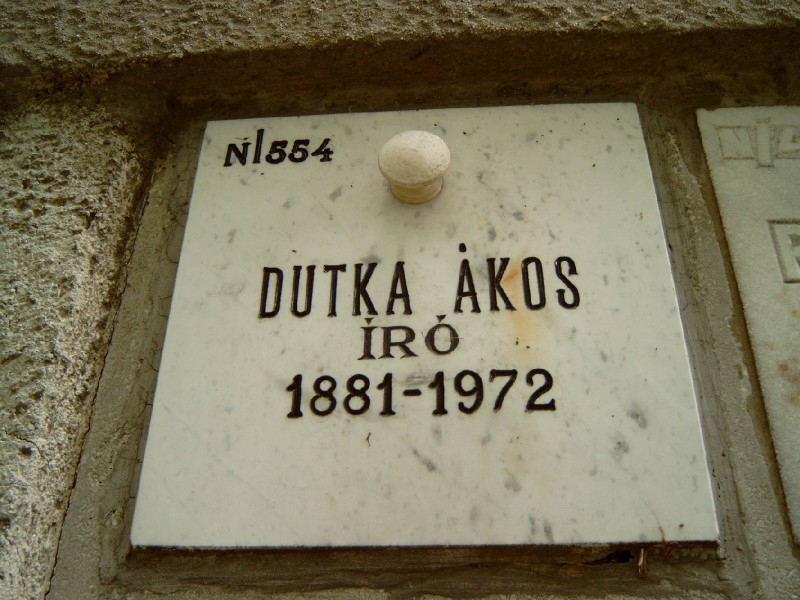
Dutka Ákos hamvai a budapesti Farkasréti temetőben (N-554. fülke)

Dutka Ákos és Darabanth Gizella fia. Eleinte szülővárosában a Tiszántúl, a Nagyvárad és a Szabadság című lapok újságírója volt. 1904-es, első verseskötetét Fülep Lajos is üdvözölte Párizsból, vele együtt többen a kor egyik legígéretesebb tehetségének tartották. 1905-ben Nagyváradon bemutatták A léghajósok című operettjét is, publicistaként ugyanitt később alapos színikritikákat és tárlatismertetéseket is közölt. 1905 és 1906-ban Amerikába utazott, majd bejárta egész Európát. 1906-os hazatérése után több fővárosi és országos lapban is publikál, majd ismét a Nagyvárad című lap munkatársa lesz. 1908 tavaszán jelenik meg második verseskötete, ugyanezen év őszén a frissen megalakuló Holnap Irodalmi Társaság egyik alapítója, Juhász Gyulával a szervezet titkárai lesznek. A hét poéta műveit közlő 1908 őszi, majd 1909 tavaszi A Holnap címet kapó antológiákat (bennük Ady vezérszerepe miatt) országos botrányok kísérik. A magyar irodalmi modernség első hírnökeinek számító verseskönyvet a korabeli konzervatív irodalomszemlélet hívei és az akadémiai körök többségében meghurcolják, a költők országos polémiák céltáblái lesznek, igaztalanul Ady-epigonoknak igyekszenek csak beállítani őket. Az antológiát mindazonáltal sokan pozitívan fogadják, így Schöpflin Aladár, Lukács György, Kosztolányi Dezső stb. 
1909 legelején, e viharos időszakban Nagyváradon házasságot kötött Sas Friderika Júliával. A családalapítás meghittebb, idillikus, ugyanakkor tragédiákat is hozó éveiben (Ágnes nevű kislánya tragikusan meghal) egyetlen új kötettel jelentkezik csak, s a Nyugat sem fogadja igazán köreibe. Az első világháború alatt Adyhoz hasonlóan bátor pacifista versekkel jelentkezik, két verseskötete is megjelenik ekkor. Mindeközben az újságírás mellett vezető hivatalnoki teendőket lát el Nagyváradon. A város megbecsült, első számú poétája, akit sokan a fiatalabbak (Emőd Tamástól Nadányi Zoltánig) egyik mesterüknek tekintenek. 1917-ben ő az egyik szervezője az Arany János centenáriuma ünnepségeinek, amelynek Kosztolányi Dezső lesz a főelőadója. Országosan elismert poéta, több rangos antológia szereplője. A Nagy Háború után Biró Lajos hívására az őszirózsás forradalom idején Budapestre költözik. A trianoni diktátum nagyon mélyen érinti. Szülőföldjén persona non grata lesz egy-két revíziót sürgető verséért, melyeket A Bihari Lant című antológiában is közöl. A két világégés közt szekértáborokhoz nem csatlakozik, 1940-ig a Külügyminisztérium sajtóelőadója. Széles olvasottsága, nyelvismerete révén mindenki megbecsüli, elismeri, ugyanakkor újabb versekkel csak ritkán jelentkezik. 1939 és 1943 között a Friss Újság felelős-, majd főszerkesztője. A németek bevonulásakor a laptulajdonos utasítására nem hajlandó Hitlerről dicsőítő cikket írni. Elbúcsúzik munkatársaitól és kiköltözik Máriaremetére. Itt visszavonultan élt, csak az ötvenes évek közepétől hallatott ismét magáról egy furcsa véletlennek köszönhetően, amikor egy korai versét mint ismeretlen Ady-verset tüntetnek fel. Ekkor halkan megszólal, egykori barátja Juhász Gyula szavaival: „Fiatalok, még itt vagyok!”. Ezt követően írta meg prózai munkáit, visszaemlékezéseit A Holnap-os Nagyváradról és Adyról, valamint még korábbi, amerikai útjának élményeit. 
Idősen és már özvegyen, fák, virágok közt megújult időskori lírával jelentkezett. Utolsó verseskötete 89 esztendős korában (1970-ben) jelent meg.
Többek között Beretvás Hugó, Hetényi Albert, Kacsóh Pongrác és Váradi Aladár komponált zenét költeményeire.
Nevelt lánya, Dutka Mária művészettörténész volt.
Hagyatékát az MTA Könyvtár és Információs Központ, illetve kisebb részben a Petőfi Irodalmi Múzeum és a nagyváradi Ady Emlékmúzeum kézirattárai őrzik.

## Irodalmi munkássága
Első versei nagyváradi lapokban, illetve a Vallomások könyve (1904) kötetben jelentek meg. Megismerkedett és jó barátságba került Ady Endrével. 1908-ban a Nyugat előfutáraként emlegetett A Holnap című antológiában Ady Endre, Babits Mihály, Balázs Béla, Emőd Tamás, Juhász Gyula és Miklós Jutka társaságában jelent meg. Ezzel a magyar költészet megújítói és a polgári radikális eszmék harcosai közé került. A Hét, az Új Idők, a Pesti Napló, a Világ, a Népszava és a Nyugat is közölte verseit. Első két kötetének versein impresszionista és szimbolista hatások érződnek. Az 1908-ban Nagyváradra kerülő Juhász Gyulával örök barátságot kötnek. Juhász lesz Dutka esküvői tanúja, s kislánya (Ágnes) keresztapja is. Mellette Marton Manóhoz és a fiatal Emőd Tamáshoz is szoros barátság fűzi. Az első világháború éveiben a békevágy kifejezése jellemezte elsősorban költészetét.
A már idős költő bátran üdvözölte az 1956-os forradalom kitörését, ekkor írta a szabadságharcosok közt is gyorsan népszerűvé lett Ember és magyar című versét.

## Művei
- Vallomások könyve; Sebő Ny., Nagyvárad, 1904
- A föld meg a város. Versek; Singer-Wolfner, Bp., 1908
- A Holnap. Ady Endre, Babits Mihály, Balázs Béla, Dutka Ákos, Emőd Tamás, Juhász Gyula, Miklós Jutka versei; sajtó alá rend. Antal Sándor; A Holnap Irodalmi Társaság, Nagyvárad, 1908
- A Holnap új versei. Második könyv; összeáll., bev. Kollányi Boldizsár; Deutsch, Bp., 1909
- Dutka Ákos új verses könyve 1908–1912; Singer-Wolfner, Bp., 1912
- Az yperni Krisztus előtt és más versek; Sonnenfeld Ny., Nagyvárad, 1915
- Ismerlek Caesar; Szigligeti Társaság, Nagyvárad, 1917
- A bihari lant; többekkel; Biharmegyeiek és Nagyváradiak Szövetsége, Bp., 1920
- Cédrusfa csellón. Versek; Singer-Wolfner, Bp., 1934
- Remetei képeskönyv; s.n., Máriaremete, 1955
- "A Holnap" városa. Regényes korrajz a nagyváradi "A Holnap" születésének idejéről; Magvető, Bp., 1955
- Félévszázad viharában; bev. Ruffy Péter, ill. Würtz Ádám; Magvető, Bp., 1957
- A nagy kaland. Regényes korrajz a kivándorlás idejéből; utószó Halasi Andor; Magvető, Bp., 1959
- A vénség balladája; Magvető, Bp., 1965
- A Holnaptól Remetéig; vál. Papp János; Rózsa Ferenc Gimnázium, Békéscsaba, 1966
- Kallódó dallamok. Versek; Magvető, Bp., 1970
- Nagyváradi színikritikák a Holnap évtizedében. Ady Endre, Bíró Lajos, Dutka Ákos és Juhász Gyula írásai a színházról; vál., bev. Indig Ottó; Kriterion, Bukarest, 1975 (Téka)
- Higyjétek asszonyok; s.n., s.l., 1984
- A Holnap városa. Regényes korrajz a nagyváradi A Holnap születésének idejéről; összeáll., szöveggond. Károly Márta; Palatinus, Bp., 2000 (Várad, villanyváros)
- Új idők megszállottja. Versek és prózai írások antológiája a költő születésének 125-ik évfordulója alkalmából; összeáll., jegyz. Rauscher Erzsébet, Zalder Éva Mária, Pásztai Ottó; Premontrei Öregdiákok Egyesülete, Nagyvárad, 2006

## Idézetek

### Ady Endre
„Dutka Ákosnak nem szabad lakolnia azért, mert Ady Endrének nevezett csekélységemnek kortársa. S ha a magam nyomorúságain kívül mostanában még tudott fájni nekem valami távoli is, a Dutka esete fájt. Erre a szép, komoly, daloló emberre ráfogták, hogy semmi más, mint lelketlen Ady-utánzó. Így lakol mindig a kendőzetlenség, a szívbéli bátorság s a ravasz fogások ignoranciája. Van egy sereg Ady-öcs, aki vígan operálhat s egy megviselő érzéssel se fizet azért, hogy kifordított bundájú Ady-verseket ír. Dutka Ákos, aki át- és megélte a maga verseit, de nem titkolja, hogy Adyt olvassa, íme lakol.
A föld meg a város ama ritka könyvek közül való, mely okvetlenül dokumentum-rangra jut.”

### Juhász Gyula
„Hallgatsz, mivelhogy zajt vertek körötted
Öreg szívűek és idétlenek,
Kik nem látták az embert és a költőt
(És benned ember és költő oly egy)
A dalokat, amelyek finomak,
A sebeket, amelyek nem beszélnek.”

### Kosztolányi Dezső
„Teleszórják arcomat virággal, csupa szagos és színes, kék, fehér, fekete-piros rózsával, hogy szinte fulladozom alatta. Szemkápráztató színeket látok és hangokat hallok, dallamosan előrekígyózó verssorok hízelegnek fülemnek. Dutka Ákos kétségtelenül ügyes artista. Lantját, ha kell, ecsettel és zeneszerszámmal toldja meg. Színesen vibráló szavak önmagáért való zenéjétől, tökéletes szómuzsikától, verssorok zengő tűzijátékától ittasodik meg. Akarja a zenét."

### Juhász Gyula
„Finom fekete lant, ezüstös húrokkal: ez Dutka Ákos lírája, melankólia lengi át, mint a Sebes-Köröst őszi alkonyaton”

### Hatvany Lajos
„Ez nem Ady verse. Ady nem talál – mondjam inkább nem keres! – ilyen pattogó ritmusokat, nincs ennyi képe, nem ily festői, nem ily színes, nem ily gondos, nem ily virtuoz.”

### Hegedüs Géza
„…művészszakmájában mesterfokon képviselte a századkezdet néhány jellemző hangulatát, és hosszú élete folyamán hűségesen őrizte a nála nagyobbak továbbható hagyományát.”

### Szilágyi Géza
„… Dutka Ákos egy ideig a megújuló magyar líra egyik tehetségének mutatkozott. Széles látókörű, művelt, világot látott ember volt. A Nagyvárad szerkesztőségében ismerkedett meg Ady Endrével, s együtt vettek részt a Holnap Társaság munkájában. Költészetére erősen hatottak olvasmányai: elsők között zendített meg líránkban impresszionista, szimbolista hangokat. Amikor Budapestre költözött, az újságírás munkája kötötte le energiáját, ritkábban jelentkezett új verseivel.”

### Ilia Mihály
„Volt a holnaposoknak egy saját találmányuk, az irodalmi matinék, ahol a szerzők műveiket olvasták föl, vagy színészek adták elő, zeneszerzők játszották új szerzeményeiket, modern festők képei voltak a falakon, amelyekről írók beszéltek, sőt még a tudományt is bevitték ezekre a matinékra. A Holnap léte az antológiák mellett ezekben mutatkozik meg igazán. A Nyugat ezt a fajta közönséggel való kapcsolattartást eltanulta A Holnaptól.”

## Összegzés
Nagy út „A Holnap”-tól Remetéig,
könnyben, közönyben taposni végig,
kaján kortársak sorfalán keresztül
töretlen hittel – bár sajgott veszettül, –
meg nem hajolni, csakazért is,
a Sors parancsát végezni mégis.
(Dutka: Hol volt, hol nem volt…)